# Lac des Taillères
Der Lac des Taillères ist ein See mittlerer Grösse im Kanton Neuenburg in der Westschweiz. Er ist nach dem Neuenburgersee der zweitgrösste See des Kantons und liegt im Gegensatz zu diesem ganz im Kanton.

## Lage

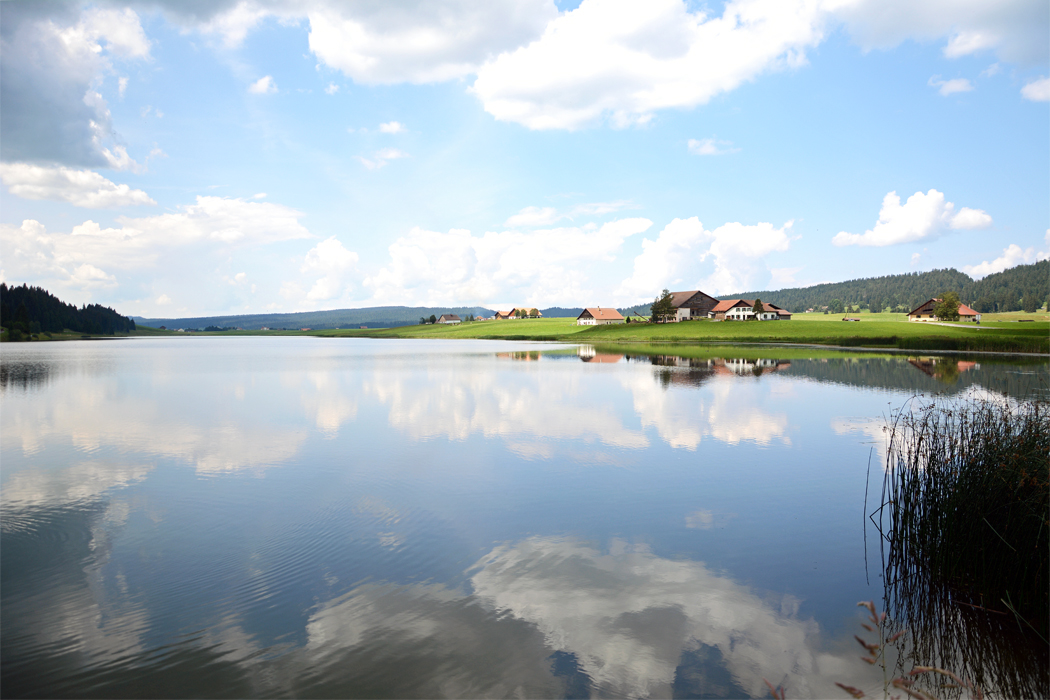
Der Lac des Taillères

Der See liegt auf 1036 m ü. M. im Hochtal Vallée de la Brévine im Neuenburger Jura nahe der Grenze zu Frankreich. Der lange aber schmale See erstreckt sich in der Richtung Westsüdwest-Ostnordost gemäss dem Verlauf der Juraketten in diesem Gebiet. Seine Ausmasse betragen 1,9 km in der Länge und rund 250 m in der Breite. Der Lac des Taillères nimmt die tiefste Mulde des Tals von La Brévine ein. Sein Südufer steigt recht steil zum angrenzenden Jurakamm an, während das Nordufer relativ flach ist und der Anstieg zur Kette des Larmont erst 1 km vom See entfernt beginnt. In dieser Ebene verstreut nördlich des Sees liegen einige Bauernhäuser, die den Namen Les Taillères tragen.
Der See wird durch Regenwasser, kleine Rinnsale und einzelne Quellen im See selbst gespeist; es gibt keinen grösseren oberirdisch zufliessenden Bach. Auch der Abfluss verläuft unterirdisch. Das Wasser versickert im porösen kalkhaltigen Seegrund, durchläuft ein Höhlensystem und tritt 6 km südlich und 200 m tiefer in der Karstquelle der Areuse wieder ans Tageslicht.

## Nutzung
Weil der Lac des Taillères nur eine geringe Tiefe aufweist, gefriert er im Winter schnell und ist deshalb ein beliebtes Ausflugsziel für Schlittschuhläufer. Im Sommer wiederum erwärmt er sich schnell und bietet angenehme Badetemperaturen.